# Христианство в Узбекистане
Христианство в Узбекистане значительно распространено.
Приблизительно 5 % от всего населения православные.
В самом центре Ташкента находится Успенский собор Русской православной церкви.

## История
Начало возникновения христианства в Средней Азии по преданию связывают с именами апостолов Фомы и Андрея Первозванного, которые, как считается, проповедовали на этой территории. Сведения об этом содержатся в житиях этих апостолов, а также косвенным подтверждением может служить тот факт, что христианские общины в Индии до новейших времён носят названия — «христиан апостола Фомы».
Также предание сохранило сведения о почитании ещё со времён вавилонского плена целой общиной иудеев могилы ветхозаветного Патриарха Иова Многострадального, которая находилась в Ургенче. До современных времён на территории Узбекистана существует почитаемых как христианами, так и мусульманами «родники Иова», самый известный из которых находится в Бухаре. Предание о том, что именно Хорезм был местом жития праведного Иова Многострадального, косвенно подтверждается предположениями учёных о единстве древнейшего Хорезма с месопотамской цивилизацией Ур (Шумера и Аккада).
После того, как христианство было принято Римскими Императорами и стало официальной государственной религией, в Персии началось гонение на христиан, что и привело их к переселению в Центрально-Азиатский регион. Уже с 334 года упоминается христианский епископ в Мерве.
Начиная с V века, после того, как большинство христиан из персов приняли несторианство и разорвали свои отношения с Константинополем, несториане становятся основными распространителями христианства в Средней Азии. Православными оставалось Хорезмийское (Хвалисское) архиепископство, входившее в состав Антиохийского Патриархата.
Древние источники дают нам ряд свидетельств о существовании христианства в районе Самарканда. В частности Аль Бируни в своём знаменитом труде «Сведения древних народов» указывал, что в Самарканде до арабского периода наряду с зороастризмом существовал влиятельный христианский епископат «насоро», возглавляемый мобад-дастуром Настори" («мобад» — жрец; «дастур» — духовный лидер; «насоро» — производное от «наср», по-арабски «писание»: как известно арабо-персидская традиция называли христиан «людьми Писания»; «Настори» — без сомнения Несторий). Другой арабоязычный автор, по происхождению тюрк, серьёзный учёный, историк и лингвист Махмуд Кашгари, приводит личное свидетельство о том, что в юго-восточном Дешти-Кипчаке (Великой Степи), Узгенском царстве и Уйгурском каганате существовали и процветали общины с центром в Согде (Самарканде). По словам Кашгари в Исфиджабе и Таразе, в Кашгаре и Узгенде вплоть до Кубы (Кувы) жил народ согдак, исповедующий Масиха (Иисуса Христа) и говоривший на двух языках: согдийском и тюркском). Кува — районный центр Ферганской области Узбекистана.
В Ургуте находился несторианский монастырь
Среди археологических находок, которыми полна узбекская земля, часто встречаются надгробные камни-кайраки с изображением равноконечного несторианского креста, монеты, отчеканенные в Согде, Чаче, Уструшане и Хорезме в IV—VIII веках, с оттиском креста и согдийскими надписями. В Самаркандской области, на левом берегу Зарафшана, археологами обнаружено несторианское кладбище с захоронениями X—XI веков. Близ города Ургута сохранились руины городища Коштепа V—VII веков, на месте которого существовало христианское селение Вазгирд. Остатки древних христианских храмов встречаются в Джизакской и Ташкентской областях.
После завоевания Среднеазиатского региона арабами, начиная с VIII века наибольшее распространение в регионе приобретает ислам. Несторианскому католикосу удалось стать придворным халифа и основать свою резиденцию в Багдаде. При содействии властей несториане сумели объединиться с яковитами и организовать крупную церковную общину в регионе.
Дальнейшее распространение ислама и буддизма в XIV веке и начавшиеся гонения на христиан в регионе, привели к постепенному прекращению деятельности как несторианских, так и других христианских общин.

## Протестантские церкви и союзы
- Союз Евангельских Христиан-Баптистов Узбекистана
- Евангелическо-Лютеранская Церковь Узбекистана
- Корейские баптистские церкви
- Корейские методистские церкви
- Корейская Пресвитерианская Церковь